# Reric

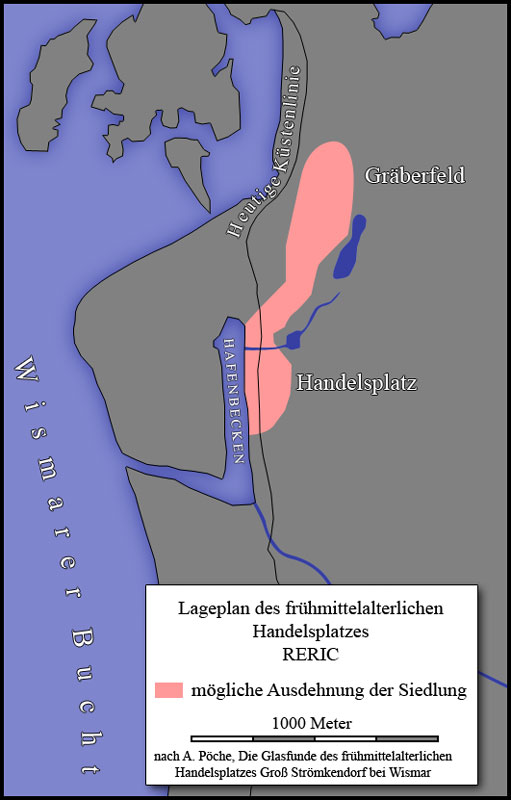
Lageplan von Reric nach Grabungsbefunden

Reric war ein frühmittelalterlicher slawisch-dänischer Handelsplatz bei Groß Strömkendorf nahe Wismar an der Ostseeküste Mecklenburgs,  dessen genaue Lage bis zum Ende des 20. Jahrhunderts unbekannt war. Die Siedlung bestand wahrscheinlich von 735 bis kurz nach 811 n. Chr. In ihrer Blütezeit im späten 8. Jahrhundert erreichte sie eine Ausdehnung von mindestens 20 Hektar und war damit eine der größten Siedlungen an der Ostsee.
Reric ist nicht zu verwechseln mit der heutigen Stadt Rerik, die 17 Kilometer weiter nordöstlich am Salzhaff liegt. Rerik hatte bis 1938 Alt Gaarz geheißen und wurde dann in bewusster Anlehnung an Reric umbenannt, als dessen Lage noch unbekannt war.

## Geschichte
Das emporium Reric, also der Handelsplatz Reric, wird in den Reichsannalen für das Jahr 808 im Zusammenhang mit einem Krieg zwischen dem dänischen König Göttrik und den Obodriten erwähnt. Der obodritische Herrscher Drasco hatte mit Hilfe des abtrünnigen Godelaib den ursprünglich dem Dänenkönig abgabenpflichtigen Handelsplatz seinem Herrschaftsbereich unterstellt. Daraufhin landete Göttrik mit seiner Flotte an der Ostseeküste, zerstörte Reric und die umliegenden Dörfer, tötete den Godelaib, belagerte eine obodritische Burg und kehrte dann mit den bis dahin in Reric ansässigen Kaufleuten nach Haithabu zurück. Das zerstörte Reric wurde von den Obodriten wieder aufgebaut und zunächst weiter betrieben, bis Drasco 810 in Reric auf Veranlassung Göttriks ermordet wurde.

## Forschung
Die Lage dieses Handelsplatzes konnte lange nicht eindeutig bestimmt werden, so dass noch in den 1980er Jahren wissenschaftlich diskutiert wurde, ob nicht Lübeck oder die Mecklenburg mit Reric identisch seien. Bekannt war aus den Reichsannalen nur, dass es sich um einen Handelsplatz an der Ostseeküste im Stammesgebiet der Obodriten handelte. Der Name (abgeleitet von Röhricht) wies auf große Schilfgebiete hin, wovon es an der südlichen Ostseeküste jedoch etliche gab.
Seit den Grabungen durch die Forschungsstelle für Ur- und Frühgeschichte Schwerin (heute Landesamt für Kultur und Denkmalpflege Mecklenburg-Vorpommern) in den Jahren 1989–1992 und der monographischen Bearbeitung durch den Ausgräber Frank Wietrzichowski wird eine an der Wismarer Bucht nördlich von Wismar und westlich von Groß Strömkendorf untersuchte und als überregional bedeutender Seehandelsplatz des 8. und frühen 9. Jahrhunderts erkannte frühmittelalterliche Großsiedlung  mit Gräberfeld mit einem hohen Grad an Sicherheit mit dem emporium Reric identifiziert. Weitere Grabungen der Landesarchäologie mit der Universität Kiel Mitte bis Ende der 1990er Jahre haben diese Interpretation bestätigt. Dafür spricht außer dem Fundmaterial auch die Lage zwischen Nord- und Ostsee, die auch für die Entwicklung der Handelsplätze Haithabu, Liubice und Dankirke/Ribe bedeutsam war. Nach aktuellem Forschungsstand (2013) hatte die Gesamtanlage einschließlich des Gräberfeldes nördlich der Siedlung eine Gesamtausdehnung von mindestens 20 Hektar. Es wird angenommen, dass Reric zur Blütezeit im späten 8. Jahrhundert etwa 10.000 bis 20.000 ständige Einwohner hatte.

## Datierung der Siedlung
Im Zuge der Ausgrabungen wurden zahlreiche Holzproben gefunden, darunter 127 aus Brunnen, von denen 95 dendrochronologisch datiert werden konnten, davon 70 mit erhaltener Waldkante aufs Jahr genau. So lassen sich heute für Reric vier Siedlungsphasen unterscheiden, wobei die folgende Darstellung der Arbeit von Astrid Tummuscheit (2013, S. 107f.) folgt:

### Phase I: 735 / 736 n. Chr.
Die älteste Gruppe von datierten Brunnenhölzern ist aus den Jahren 735 und 736 und offenbar bei (oder sehr bald nach) der Gründung der Siedlung verbaut worden. Diese Brunnen liegen nahe beieinander in einem etwa 3 Hektar großen Areal im Norden des später weit größeren besiedelten Gebietes.

### Phase II: 760 bis Anfang der 770er Jahre
Ab dem Jahr 760 begann die zweite Phase der Siedlung, wieder mit einer relativ nahe beieinander liegenden Gruppe an Brunnen, deren Zentrum nun weiter südlich liegt. Der Bereich der Brunnen der Bauphase I wurde nun als Gräberfeld genutzt. Dessen Belegung begann um die Mitte des 8. Jahrhunderts, wobei der Bestattungsplatz der ältesten Phase der Siedlung unbekannt ist. In Phase II zeigt die Siedlung eine systematische, schachbrettartige Anlage. Aus dieser Bauphase stammen auch die größten und aufwendigsten Häuser. Ihr Baustil und der gesamte archäologische Befund deuten darauf hin, dass nach einem Führungswechsel nun vermehrt Menschen aus dem sächsisch-karolingischen Raum in Reric siedelten. Bis in die 770er Jahre wurden die Brunnen noch handwerklich sorgfältig gebaut.

### Phase III: 780er Jahre
Aus den 780er Jahren stammen die meisten der gefundenen Brunnen in Reric. Ihr Schwerpunkt liegt nun noch etwas weiter südlich. Die in dieser Zeit errichteten Häuser belegen immer noch einen schachbrettartigen Grundriss, sind aber im Durchschnitt weniger aufwendig und kleiner. Auch die bauliche Qualität der Brunnen war geringer als in Phase II, oft wurde Altholz wiederverwertet. Der Befund wird dahingehend interpretiert, dass rasches Bevölkerungswachstum zu erhöhtem Trinkwasserbedarf bei etwas geringerem Wohlstand geführt hat.

### Phase IV: Um 810 n. Chr.
Aus den Jahren 806, 809 und 811 stammen die drei jüngsten der datierten Brunnen aus Reric. Anlass des Baus war am ehesten, dass die in den 780er Jahren gebauten Brunnen ihre übliche Lebensdauer von 25–30 Jahren erreicht hatten. Aus der Zeit nach 811 liegen keine datierten Holzfunde mehr vor und der archäologische Befund spricht für ein Ende der Siedlung wenig später.